# Скрудзіна
Скрудзіна (пол. Skrudzina) — село в Польщі, у гміні Старий Сонч Новосондецького повіту Малопольського воєводства.
Населення — 448 осіб (2011).
У 1975—1998 роках село належало до Новосондецького воєводства.

## Географія
Селом протікає річка Явожинка.

## Демографія
Демографічна структура станом на 31 березня 2011 року:
|          | Загалом | Допрацездатний вік | Працездатний вік | Постпрацездатний вік |
| -------- | ------- | ------------------ | ---------------- | -------------------- |
| Чоловіки | 232     | 62                 | 159              | 11                   |
| Жінки    | 216     | 50                 | 128              | 38                   |
| Разом    | 448     | 112                | 287              | 49                   |